# Habenaria ankylocentron
Habenaria ankylocentron är en orkidéart som beskrevs av André Schuiteman och Jaap J. Vermeulen. Habenaria ankylocentron ingår i släktet Habenaria och familjen orkidéer. Inga underarter finns listade i Catalogue of Life.